# Нечипорук, Николай Васильевич
Николай Васильевич Нечипорук (укр. Микола Васильович Нечипорук, 10 ноября 1952, Малево, Ровенская область — 5 августа 2025) — украинский учёный, доктор технических наук.

## Биография
Николай Васильевич Нечипорук родился 10 ноября 1952 года в селе Малевое Демидовского района Ровненской области. Окончив Харьковский авиационный институт, он остался работать в университете, где с 1979 года занимал должность директора авиастроительного кампуса. 
Ректор ХАИ с 2017 года по 2023 год.
Был членом Партии регионов, избирался депутатом Харьковского городского совета VI созыва (2010–2015).
В 2021 году награждён орденом князя Ярослава Мудрого V степени.
Скончался 5 августа 2025 года в возрасте 72 лет.

## Научный вклад
- Технология выполнения защитных покрытий изделий авиационной и автомобильной техники: Учеб. пособ. 2012
- Разработка технологического процесса и инструмента импульсной клепки авиационных конструкций из углепластика. 2012
- Утилизация летательных аппаратов. 2014
- Формирование информации о технологических характеристиках объектов производства с использованием их аналитических методов описания в среде CAD/CAM систем // Открытые информ. и компьютер. интегриров. технологии: Сб. науч. тр. 2017. Вып. 77